# Augustin Jianu
Augustin Jianu (ur. 23 maja 1986 w Krajowie) – rumuński informatyk, polityk i przedsiębiorca, w 2017 minister łączności i społeczeństwa informacyjnego.

## Życiorys
W 2011 ukończył studia na wydziale automatyki i informatyki Universitatea Politehnica din București, kształcił się też w zakresie zarządzania projektami oraz bezpieczeństwa informatycznego. Pracował zawodowo przy projektowaniu aplikacji. Od 2009 do 2014 kierował stowarzyszeniem Asociatiei de Tineret pentru Dezvoltare Sociala si Ecologia, był też doradcą ministra Dana Nicy. W 2014 został dyrektorem generalnym Centrului National de Raspuns la Incidente de Securitate Cibernetica, centrum przeciwdziałania atakom cybernetycznym.
4 stycznia 2017 został ministrem łączności i społeczeństwa informacyjnego w rządzie Sorina Grindeanu z rekomendacji Partii Socjaldemokratycznej. Zakończył pełnienie tej funkcji wraz z całym gabinetem w czerwcu tegoż roku. Od 2018 do 2019 działał w ugrupowaniu PRO Rumunia. Zajął się działalnością w sektorze prywatnym, w tym jako współzałożyciel i dyrektor generalny przedsiębiorstwa Dime.ly.